# Флэнаган, Джон (футболист)
Джо́натон Па́трик «Джон» Флэ́наган (англ. Jonathon Patrick "Jon" Flanagan; род. 1 января 1993, Ливерпуль) — английский футболист, защитник.

## Клубная карьера
В марте 2010 года впервые появился на поле в матче молодёжной команды против «Халл Сити». Флэнаган во время пребывания в составе молодёжной команды «Ливерпуля» заработал репутацию жёсткого правого защитника, хорошо играющего головой и отличающегося спокойствием во время владения мячом.
Дебют в составе резервной команды состоялся в матче на Большой кубок Ланкашира в начале сезона 2010/11 против «Олдем Атлетик».
В составе основной команды впервые появился в матче против «Манчестер Сити» 11 апреля 2011 года, проведя на поле все 90 минут на позиции правого защитника. Кенни Далглиш прокомментировал дебют Флэнагана:

Этот молодой парень неплох. Для нас это действительно воодушевляюще, потому что это отражение работы нашей академии, и если у нас будет сильная академия, то это пойдёт нам на пользу на долгие годы.
Оригинальный текст (англ.)The young boy is not bad. For us that is really encouraging as well because it is a reflection of the work that is being done at the academy and if we have a strong academy it can only benefit us for years to come.
— Кенни Далглиш
В сезоне 2013/14 в связи с травмой основного левого защитника «Ливерпуля» Хосе Энрике своей уверенной игрой застолбил за собой место на позиции левого фуллбэка. В гостевом матче против «Тоттенхэма» отметился красивым голом, тем самым помог своей команде одолеть «шпор» со счётом 5:0. Сезон 2014/15 полностью пропустил из-за травмы колена.

## Статистика
| Клуб             | Сезон            | Лига | Лига | Кубки | Кубки | Еврокубки | Еврокубки | Другие | Другие | Итого | Итого |
| Клуб             | Сезон            | Игры | Голы | Игры  | Голы  | Игры      | Голы      | Игры   | Голы   | Игры  | Голы  |
| ---------------- | ---------------- | ---- | ---- | ----- | ----- | --------- | --------- | ------ | ------ | ----- | ----- |
| Ливерпуль        | 2010/11          | 7    | 0    | 0     | 0     | 0         | 0         | 0      | 0      | 7     | 0     |
| Ливерпуль        | 2011/12          | 5    | 0    | 1     | 0     | 0         | 0         | 0      | 0      | 6     | 0     |
| Всего за карьеру | Всего за карьеру | 11   | 0    | 1     | 0     | 0         | 0         | 0      | 0      | 13    | 0     |